# 納沙布岬
納沙布岬（のさっぷみさき）は、北海道根室市にある岬である。

## 地名
「ノサップ岬」とカナで表記する場合もある。
地名の由来は、アイヌ語の「ノッ・サム」（岬の傍ら）から。本来は岬の傍らにあった集落の名前である。

## 地理
根室半島の先端、東経145°49・北緯43°22′に位置しており、離島を除けば日本の本土の最東端にあたる。
また、日本の実効支配地域において「一般人が訪問可能な日本最東端地点」であり、北方領土の一部が目視できる。
根室市に所属し、珸瑤瑁水道を挟んだ海の向こうには現在ロシア連邦の占領・実効支配が続いている歯舞群島、さらには国後島を望む。歯舞群島・貝殻島までは3.7 km、水晶島までは7 kmしか離れておらず、肉眼でもその姿を見ることができる。また、ロシアの巡視艇が海上に頻繁に姿を現す。

## 気候
8月の月平均気温が16.5℃と、全国で一番低い。月平均最高気温は20.2℃と日本一の低さではないが、北海道でも夏が寒冷な地域のひとつとなっている。
| 納沙布（1991年 - 2020年）の気候                | 納沙布（1991年 - 2020年）の気候 | 納沙布（1991年 - 2020年）の気候 | 納沙布（1991年 - 2020年）の気候 | 納沙布（1991年 - 2020年）の気候 | 納沙布（1991年 - 2020年）の気候 | 納沙布（1991年 - 2020年）の気候 | 納沙布（1991年 - 2020年）の気候 | 納沙布（1991年 - 2020年）の気候 | 納沙布（1991年 - 2020年）の気候 | 納沙布（1991年 - 2020年）の気候 | 納沙布（1991年 - 2020年）の気候 | 納沙布（1991年 - 2020年）の気候 | 納沙布（1991年 - 2020年）の気候 |
| 月                                             | 1月                             | 2月                             | 3月                             | 4月                             | 5月                             | 6月                             | 7月                             | 8月                             | 9月                             | 10月                            | 11月                            | 12月                            | 年                              |
| ---------------------------------------------- | ------------------------------- | ------------------------------- | ------------------------------- | ------------------------------- | ------------------------------- | ------------------------------- | ------------------------------- | ------------------------------- | ------------------------------- | ------------------------------- | ------------------------------- | ------------------------------- | ------------------------------- |
| 最高気温記録 °C （°F）                         | 7.5 (45.5)                      | 9.0 (48.2)                      | 12.9 (55.2)                     | 23.0 (73.4)                     | 31.6 (88.9)                     | 31.0 (87.8)                     | 30.2 (86.4)                     | 33.5 (92.3)                     | 29.7 (85.5)                     | 23.7 (74.7)                     | 17.9 (64.2)                     | 11.9 (53.4)                     | 33.5 (92.3)                     |
| 平均最高気温 °C （°F）                         | −0.7 (30.7)                     | −1.2 (29.8)                     | 1.8 (35.2)                      | 6.7 (44.1)                      | 10.9 (51.6)                     | 13.8 (56.8)                     | 17.8 (64)                       | 20.4 (68.7)                     | 19.4 (66.9)                     | 14.8 (58.6)                     | 8.9 (48)                        | 2.4 (36.3)                      | 9.6 (49.3)                      |
| 日平均気温 °C （°F）                           | −3.0 (26.6)                     | −3.7 (25.3)                     | −1.0 (30.2)                     | 3.0 (37.4)                      | 6.8 (44.2)                      | 10.1 (50.2)                     | 14.0 (57.2)                     | 16.8 (62.2)                     | 16.0 (60.8)                     | 11.7 (53.1)                     | 5.8 (42.4)                      | −0.2 (31.6)                     | 6.3 (43.3)                      |
| 平均最低気温 °C （°F）                         | −5.9 (21.4)                     | −6.7 (19.9)                     | −4.0 (24.8)                     | −0.1 (31.8)                     | 3.8 (38.8)                      | 7.3 (45.1)                      | 11.3 (52.3)                     | 14.2 (57.6)                     | 13.2 (55.8)                     | 8.4 (47.1)                      | 2.4 (36.3)                      | −3.3 (26.1)                     | 3.4 (38.1)                      |
| 最低気温記録 °C （°F）                         | −16.4 (2.5)                     | −19.6 (−3.3)                    | −18.1 (−0.6)                    | −7.9 (17.8)                     | −4.0 (24.8)                     | 1.3 (34.3)                      | 3.8 (38.8)                      | 7.0 (44.6)                      | 4.9 (40.8)                      | −0.4 (31.3)                     | −7.3 (18.9)                     | −13.0 (8.6)                     | −19.6 (−3.3)                    |
| 降水量 mm （inch）                             | 18.9 (0.744)                    | 14.6 (0.575)                    | 37.4 (1.472)                    | 53.9 (2.122)                    | 82.9 (3.264)                    | 93.6 (3.685)                    | 107.7 (4.24)                    | 116.3 (4.579)                   | 130.6 (5.142)                   | 103.3 (4.067)                   | 75.2 (2.961)                    | 49.2 (1.937)                    | 889.1 (35.004)                  |
| 平均降水日数 （≥1.0 mm）                       | 5.6                             | 4.3                             | 6.5                             | 7.8                             | 9.7                             | 8.9                             | 9.8                             | 10.3                            | 10.1                            | 9.3                             | 9.6                             | 7.9                             | 99.7                            |
| 平均月間日照時間                               | 150.2                           | 169.9                           | 202.2                           | 190.2                           | 169.0                           | 134.3                           | 116.8                           | 129.0                           | 153.2                           | 168.9                           | 145.9                           | 145.0                           | 1,875.2                         |
| 出典1：平年値（年・月ごとの値）                |                                 |                                 |                                 |                                 |                                 |                                 |                                 |                                 |                                 |                                 |                                 |                                 |                                 |
| 出典2：観測史上1～10位の値（年間を通じての値） |                                 |                                 |                                 |                                 |                                 |                                 |                                 |                                 |                                 |                                 |                                 |                                 |                                 |

## 観光

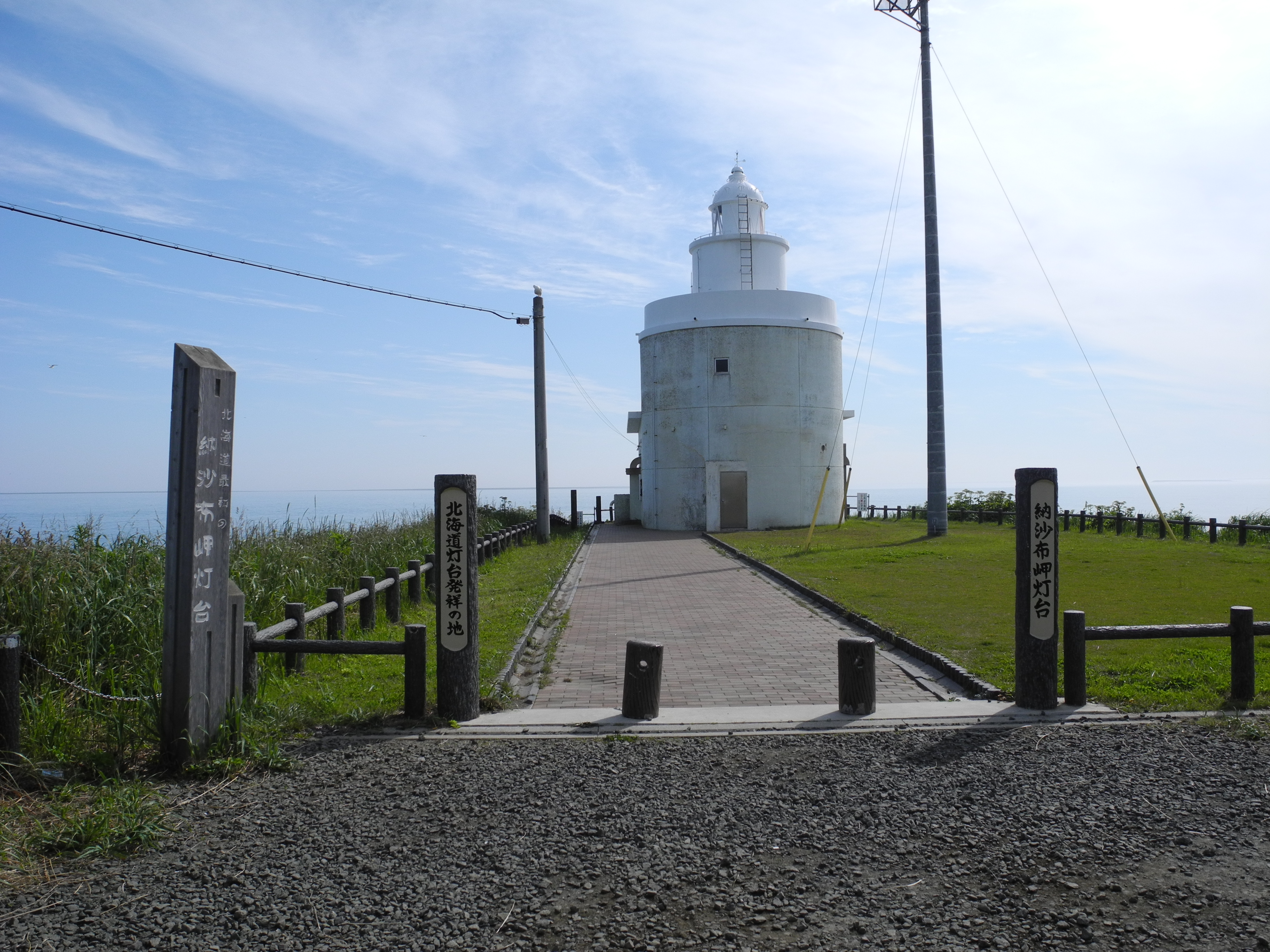
納沙布岬灯台

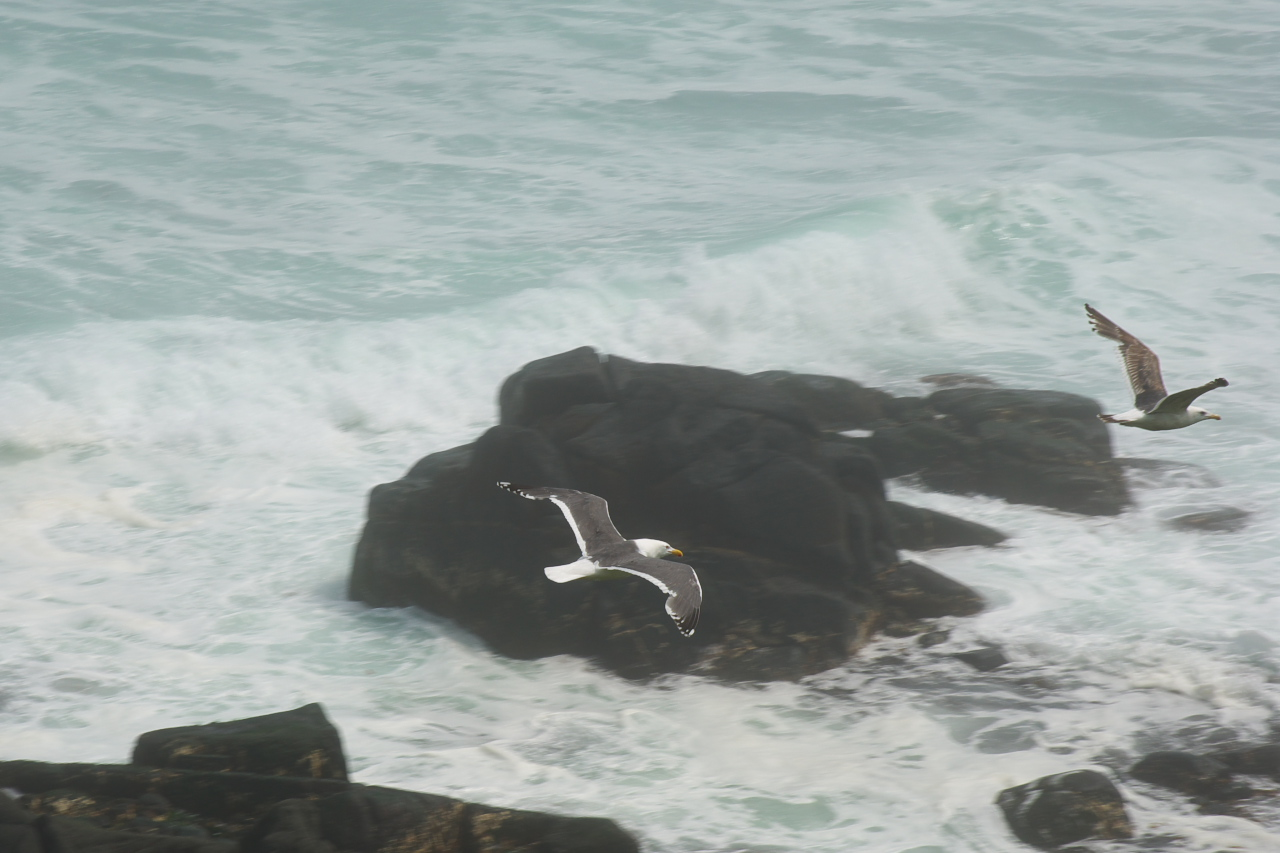
一帯は海獣や海鳥などの重要な生息地である。

風光明媚な地形とそれを楽しむ納沙布岬灯台、後述の国境関連の施設などがあり、根室半島の代表的な観光地として夏季はとくに多くの人々が訪れる。
元旦には北海道一早く初日の出を拝める場所として「納沙布岬初日詣」が行われ、日の出の時刻に合わせてJR根室駅前発着の臨時バスも運行される。また、冬季の間は流氷も見られる。
北方館並びに望郷の家2階には無料の望遠鏡や双眼鏡が設置され、ここから貝殻島の灯台や、水晶島の上に設置されたロシアの監視塔やレーダー施設を見ることが出来る。
自然環境とそこに棲息する生物相も観光資源である。氷河期の痕跡である湿地が各部に見られ、霧とそれによる気温の影響を受けた植生も特徴的であり、主立って木が一本も生えておらず、草原やアラスカに見られる苔などが中心的な植生となっている。後述の通り、海獣や鳥類も豊富に生息しており、これらの動物を観察対象とした遊覧船が運航されることもある。
陸生の動物にはキタキツネやエゾシカなどが存在する。
海獣も一帯を利用しており、ラッコやゼニガタアザラシやゴマフアザラシがとくに見られる確率が高いが、ミンククジラやカマイルカやネズミイルカやシャチなどの鯨類も頻繁に確認されている。
鳥類も、ウミガラス、ヘラシギ、エトピリカ、ケイマフリ、クロツラヘラサギ、オオワシ、オジロワシなどの特筆すべき種類もふくめて多数が見られる。

## 国境関連

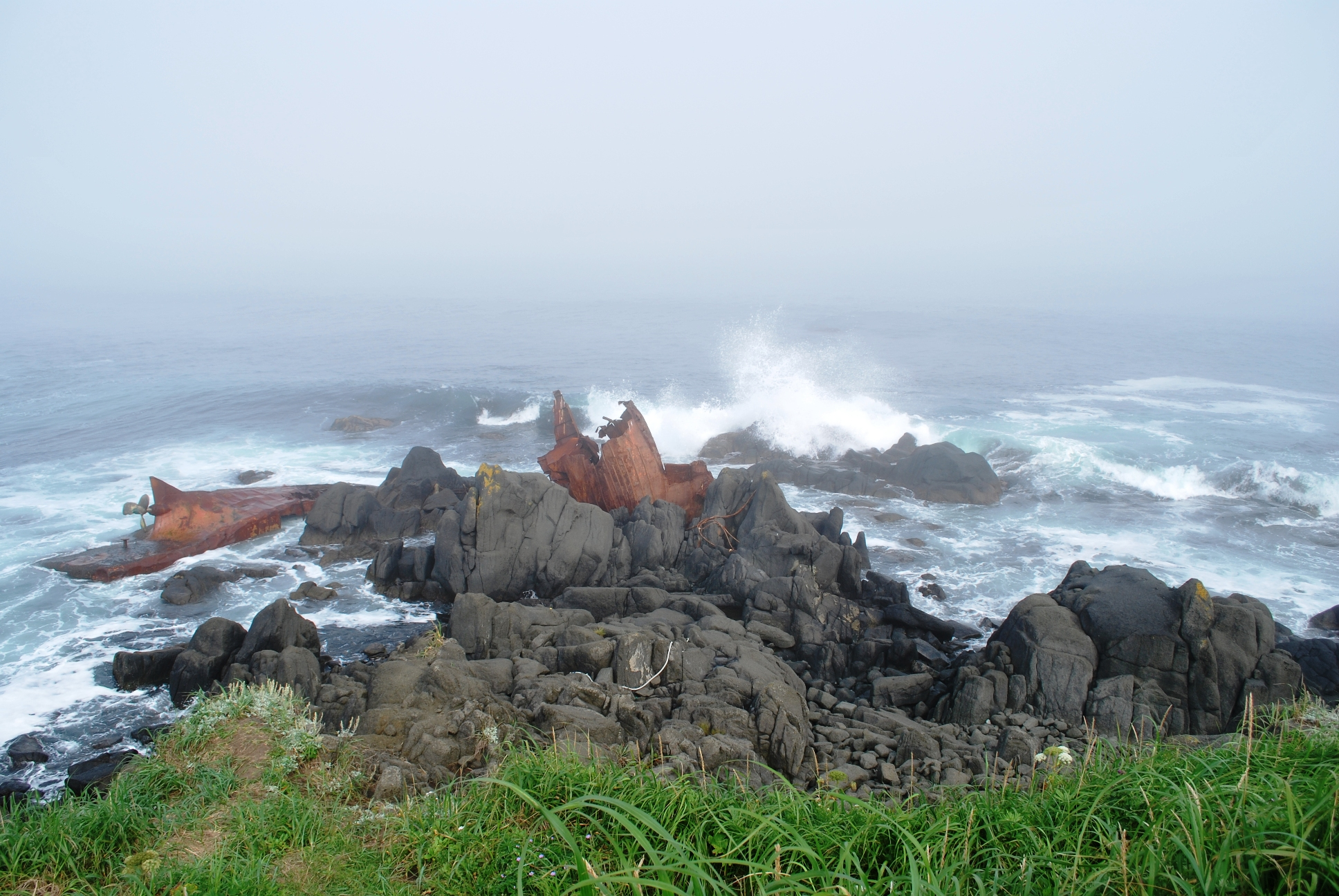
納沙布岬灯台沖合いに座礁し放置されたロシア船（2009年8月）

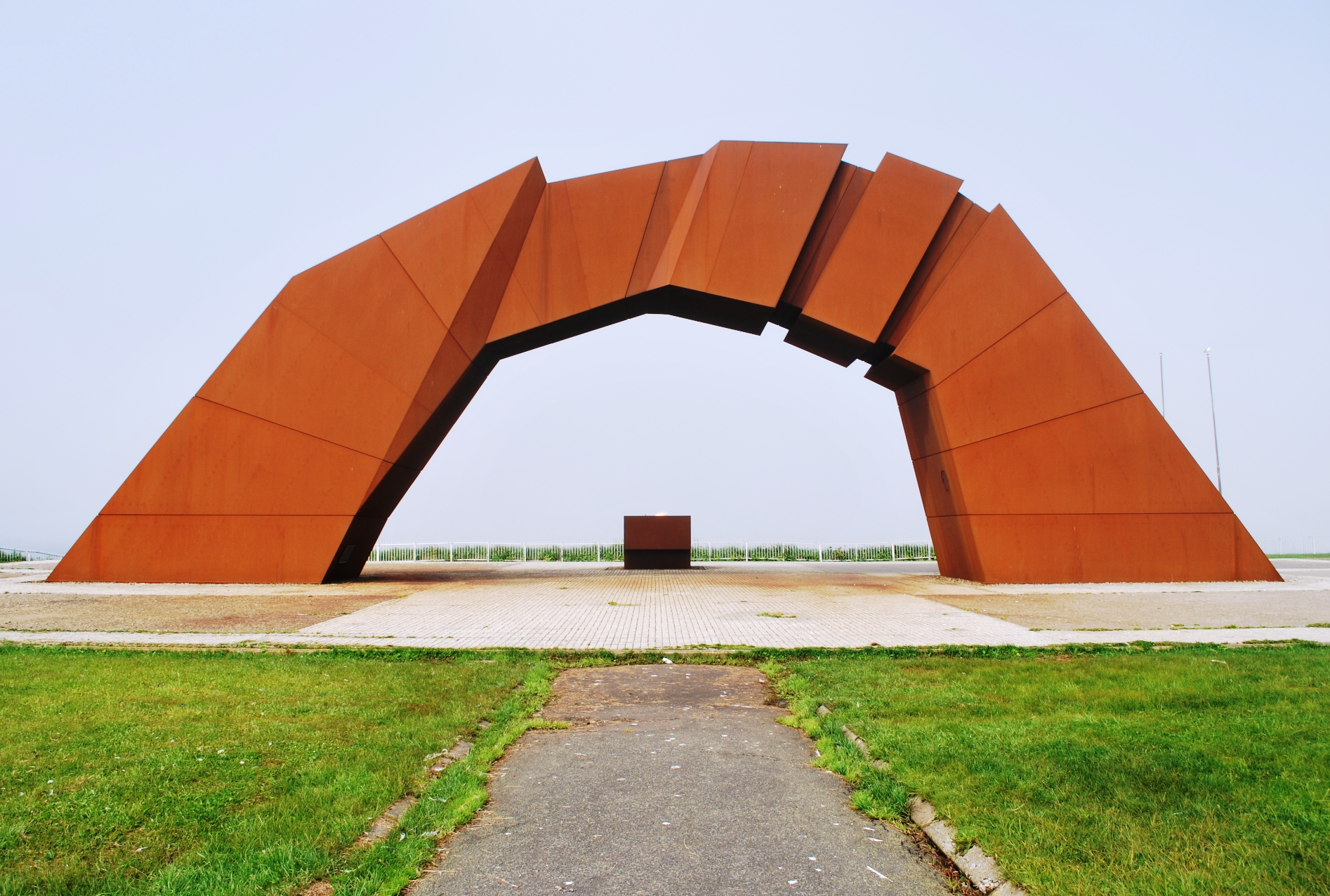
四島のかけはしと祈りの火

望郷の岬公園、四島（しま）のかけはし、北方館、望郷の家、望郷の塔といった、いわゆる「北方領土」関連の施設が多く設けられ、上記の通り、夏季の観光資源の一つとなっている。
この辺りの海域は、日本海域とロシア海域が共に200海里を取る事が出来ない海域のため、納沙布岬と歯舞群島との間に事実上の国境線である“日・露中間線”としてのブイが設置されている。日本漁船がこれを越えて密漁したためにロシア側に拿捕される事件や、「北海道海面漁業調整規則」違反で逮捕される事件が度々起こっている。
納沙布岬灯台の沖合いには、2003年4月18日に座礁したロシア船が岩場に乗り上げたまま放置されており、その様子は納沙布岬灯台ライブカメラで逐一観察できるようになっている。

### 四島のかけはし
世界平和と、いわゆる「北方領土」返還を祈念するために作られたシンボル像。高さ13m、底辺の長さ35m。建設が決定してから3年の歳月を経て1980年9月27日に竣工した。特殊耐候性鋼板製。四島とは国後島、択捉島、色丹島、歯舞群島のことを指す。
像の下には「祈りの火」と呼ばれる点火灯台があり、常時火が灯されている。四島のかけはし横に、訪問者の浄財を募るポストが併設されている。

## アクセス
- JR根室本線（花咲線） 根室駅前ターミナルより根室交通バスで44分。1日5往復運転、片道1,090円。ただし、往復乗車券（1,970円、小人・障がい者半額）や、1日フリー乗車券（2,080円、小人・障がい者半額）の設定がある。（2020年2月現在）[7]
  - 「納沙布岬」バス停下車、徒歩すぐ。
- 北海道道35号根室半島線

## 関連画像

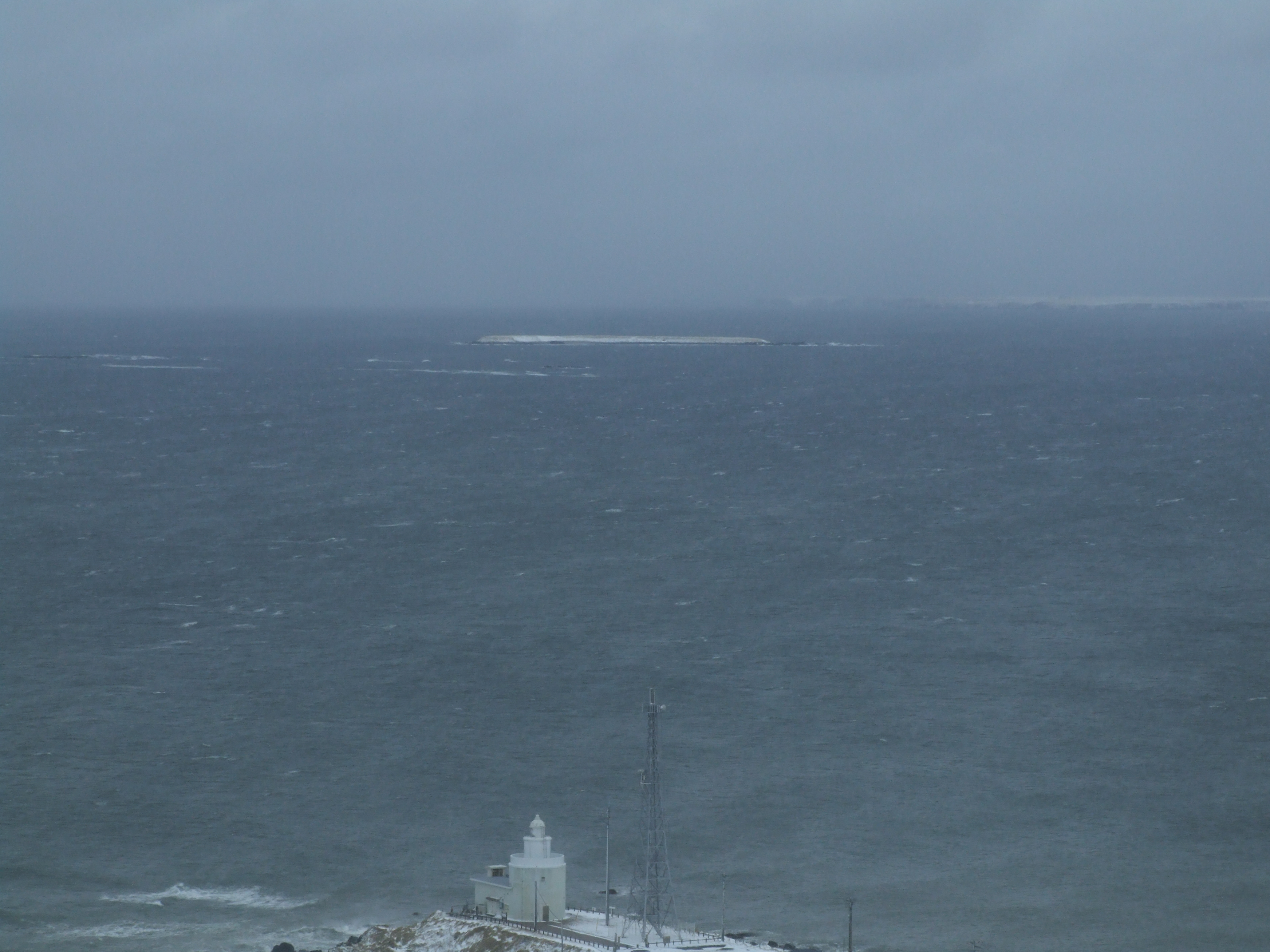
左から オドケ島・萌茂尻島・秋勇留島（2006年3月撮影）
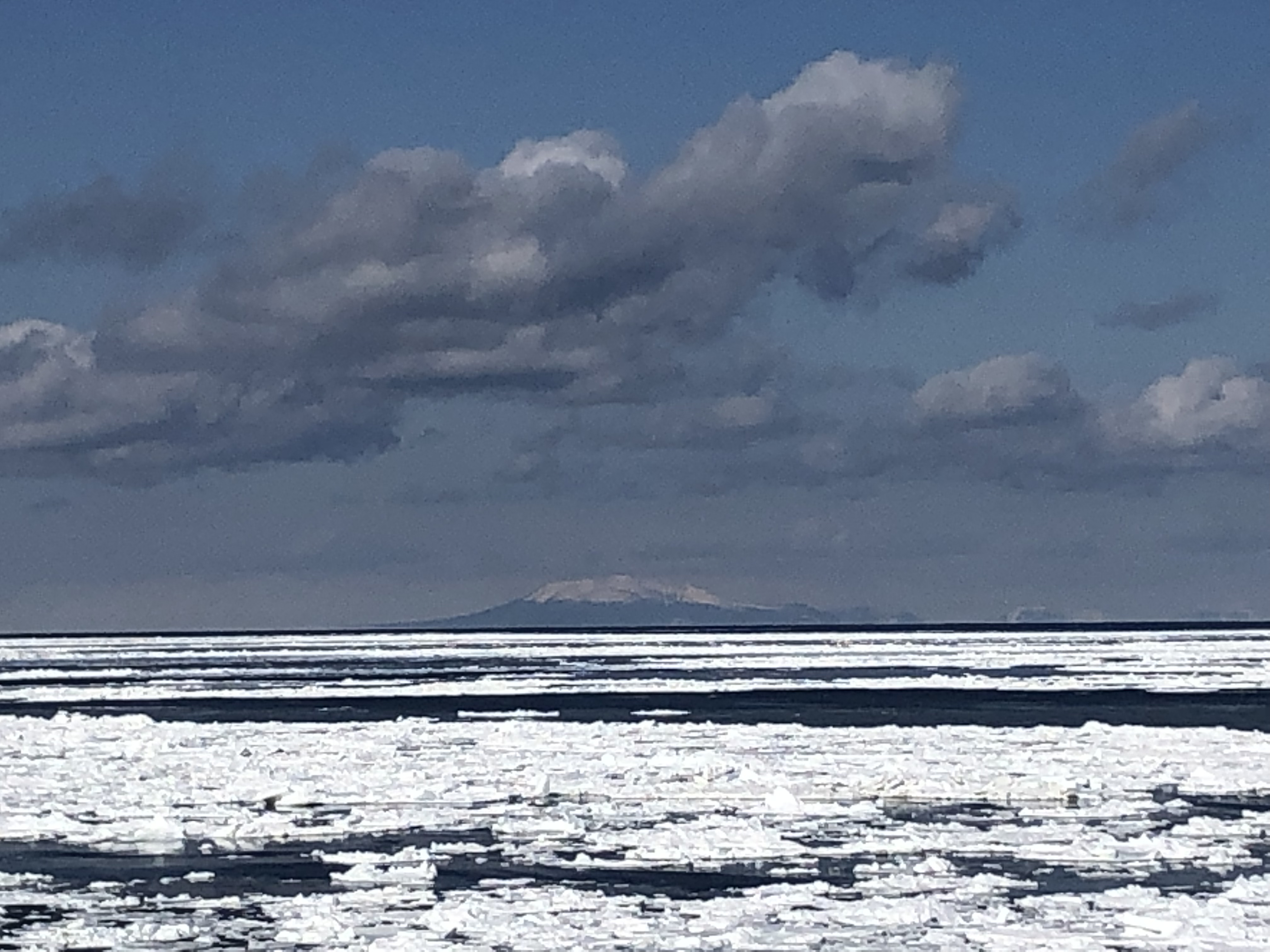
冬季の流氷。背景の山は国後島の羅臼山。
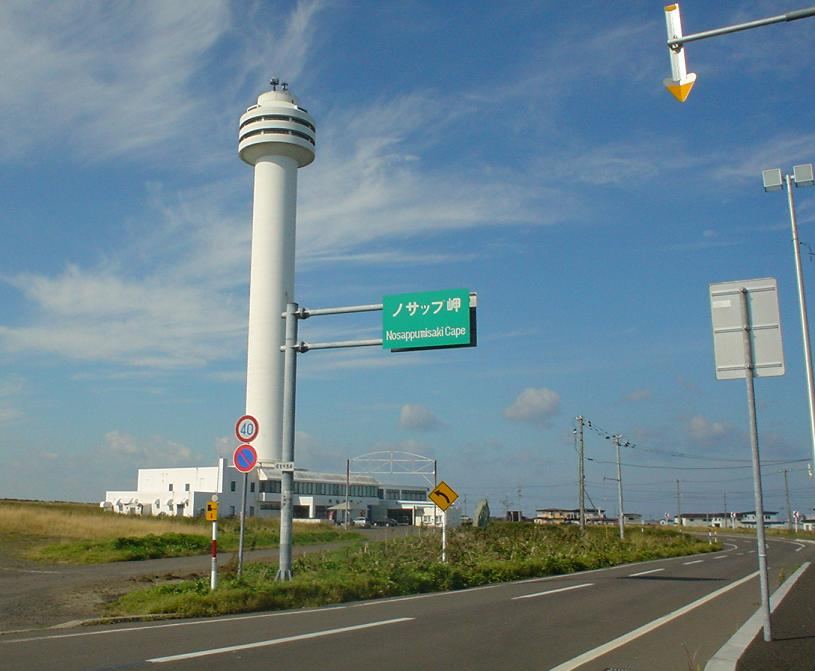
望郷の塔オーロラタワー
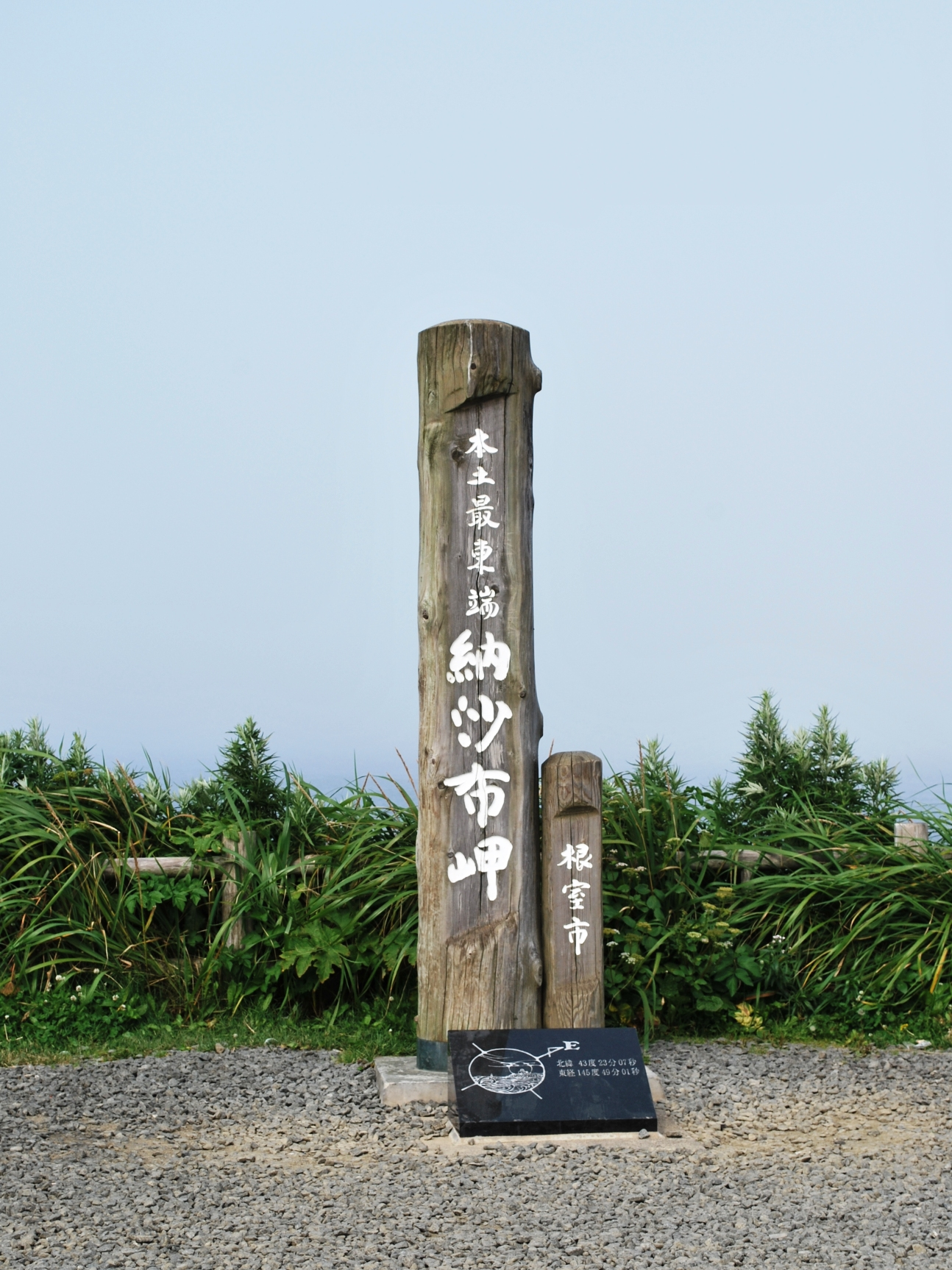
納沙布岬の碑（2009年8月撮影）
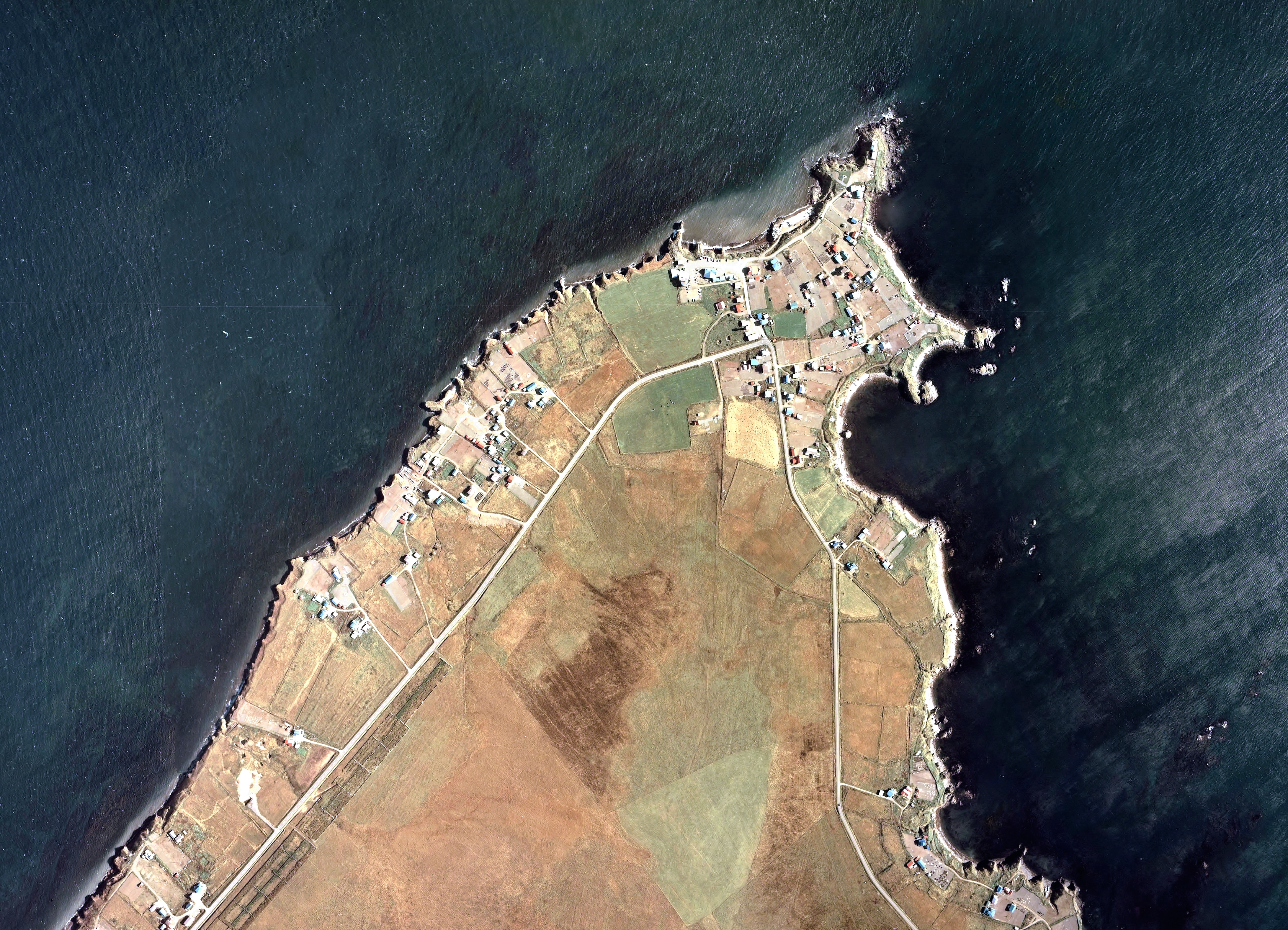
納沙布岬の空中写真。この画像は上方が北東方向である[注 3]。